# Município de Pebble (Ohio)
O município de Pebble (em inglês: Pebble Township) é um município localizado no condado de Pike no estado estadounidense de Ohio. No ano de 2010 tinha uma população de 2.553 habitantes e uma densidade populacional de 26,75 pessoas por km².

## Geografia
O município de Pebble encontra-se localizado nas coordenadas 39° 08′ 04″ N, 83° 06′ 29″ O. Segundo o Departamento do Censo dos Estados Unidos, o município tem uma superfície total de 95.46 km², da qual 95.27 km² correspondem a terra firme e (0.19%) 0.18 km² é água.

## Demografia
Segundo o censo de 2010, tinha 2.553 habitantes residindo no município de Pebble. A densidade populacional era de 26,75 hab./km². Dos 2.553 habitantes, o município de Pebble estava composto pelo 97.26% brancos, o 0.82% eram afroamericanos, o 0.43% eram amerindios, o 0.24% eram asiáticos, o 0.04% eram insulares do Pacífico, o 0.16% eram de outras raças e o 1.06% pertenciam a duas ou mais raças. Do total da população o 0.98% eram hispanos ou latinos de qualquer raça.